# Auchroisk
Auchroisk [ˈɔ:xrɔɪ̯sk] ist eine Whiskybrennerei bei Mulben, Banffshire, Schottland, Großbritannien. Sie liegt unweit der Glentauchers-Brennerei.

## Geschichte
Die Brennerei wurde von 1972 bis 1974 durch International Distillers & Vintners Ltd (IDV) erbaut. Ursprünglich wurde sie gebaut, um Malt-Whisky für Blends herzustellen. Die Qualität des Produktes war aber so gut, dass schon 1978 ein Singleton Particular mit 43 % für den japanischen Markt abgefüllt wurde. Damit ist Auchroisk die erste schottische Brennerei, die einen so jungen (knapp über den vorgeschriebenen drei Jahren) Single Malt abgefüllt hat.
1975 wurde die Brennerei von Watney Mann und noch im gleichen Jahr von Grand Metropolitan übernommen und gehört daher inzwischen zu Diageo.

## Produktion
Das Wasser der zur Region Highlands/Speyside gehörenden Brennerei stammt aus dem Dorie's Spring. Das Malz wird von Pauls Malt in Carnoustie bezogen. Die Brennerei verfügt über einen Maischbottich (mash tun) (11,2 Tonnen) aus Edelstahl und acht Gärbottiche (wash backs) (je 51.000 l). Destilliert wird in vier wash stills (je 12.700 l) und vier spirit stills (je 7.900 l), die durch Dampf von einem Öl-beheizten Boiler erhitzt werden.

## Abfüllungen
Neben einem 10-jährigen aus der Flora und Fauna-Serie gibt es einen 28-jährigen aus der Rare Malts-Serie. Er stammt aus dem Jahr 1974, also dem ersten Jahr, in dem in Auchroisk Whisky hergestellt wurde. 

## Adresse
Mulben, Keith, Banffshire AB65 6XS